# Макатський район
Мака́тський район (каз. Мақат ауданы, рос. Макатский район) — адміністративна одиниця у складі Атирауської області Казахстану. Адміністративний центр — селище Макат.

## Населення
Населення — 29481 особа (2021; 29269 у 2009, 25193 у 1999, 26019 у 1989).
Національний склад (станом на 2016 рік):
- казахи — 29445 осіб (97,65 %)
- росіяни — 452 особи
- узбеки — 76 осіб
- каракалпаки — 38 осіб
- татари — 32 особи
- німці — 8 осіб
- українці — 5 осіб
- корейці — 4 особи
- болгари — 2 особи
- лакці — 2 особи
- білоруси — 1 особа
- азербайджанці — 1 особа
- грузини — 1 особа
- інші — 86 осіб

## Історія
Урало-Ембинський район у складі Західноказахстанської області був утворений 19 листопада 1932 року з частин Гур'євського, Жилокосинського та Тайпацького районів з центром у селищі Доссор. 17 липня 1933 року район увійшов до складу Гур'євського округу. 5 вересня 1933 року район був ліквідований.
31 січня 1966 року район був відновлений вже як Макатський район. До його складу увійшли селища Байчунас, Доссор, Іскінінський, Комсомольський, Кошкар, Макат та Сагіз. Станом на 1989 рік район був ліквідований, територія перебувала у складі Жилиойського району. Після відновлення центр перенесено до селища Макат. 2018 року до складу району була включена територія площею 141,48 км² сусіднього Кзилкогинського району.

## Склад
До складу району входять 2 селищні адміністрації та 1 сільський округ:
| Поселення                        | Площа, км² | Населення, осіб (1989) | Населення, осіб (1999) | Населення, осіб (2009) | Населення, осіб (2021) | Центр     | Населені пункти |
| -------------------------------- | ---------- | ---------------------- | ---------------------- | ---------------------- | ---------------------- | --------- | --------------- |
| Доссорська селищна адміністрація | -          | 10540                  | 11484                  | 13825                  | 13806                  | Доссор    | 1               |
| Макатська селищна адміністрація  | -          | 15324                  | 13709                  | 15444                  | 13837                  | Макат     | 1               |
| Байгетобинський сільський округ  | 503,00     | 155                    | -                      | -                      | 1838                   | Байгетобе | 2               |

## Найбільші населені пункти
Населені пункти з чисельністю населення понад 1000 осіб:
| № | Населений пункт | Населення, осіб (1989) | Населення, осіб (1999) | Населення, осіб (2009) | Населення, осіб (2021) |
| - | --------------- | ---------------------- | ---------------------- | ---------------------- | ---------------------- |
| 1 | Макат           | 14 010                 | 12 593                 | 14 266                 | 13 837                 |
| 2 | Доссор          | 8 600                  | 9 283                  | 11 470                 | 13 806                 |
| 3 | Байгетобе       | -                      | -                      | -                      | 1 577                  |